# درختان اقاقیا (فیلم)
درختان اقاقیا (انگلیسی: Las Acacias) فیلمی در ژانر دراما است که در سال ۲۰۱۱ منتشر شد. این فیلم برنده دوربین طلایی از جشنواره فیلم کن شده است.